# Llista de biblioteques i arxius estatals dels Estats Units
Als Estats Units d'Amèrica, s'han establert agències de biblioteques a cada estat de la Unió. Durant molt de temps han esdevingut un catalitzador per a la cooperació de les biblioteques públiques. Des de la fundació del moviment, a partir del 1890, Massachusetts va crear una junta estatal de comissaris de biblioteques, encarregada d'ajudar les comunitats a establir i millorar biblioteques públiques. Al llarg dels anys, les agències de biblioteques estatals van tenir un paper important a l’hora d’encoratjar unitats de servei més grans, i a proporcionar recursos documentals. La Llei dels serveis bibliotecaris (1956) i la Llei de serveis i construcció de biblioteques (1964) van ser aspectes fonamentals en l'objectiu de proporcionar servei bibliotecari per a tot el país.
Paral·lelament, molts dels 50 estats tenen arxius estatals vinculats al National Archives and Records Administration per mantenir registres relacionats amb informació sobre lleis estatals, informació censal, etc.
La llista següent s'organitza per ordre alfabètic dels estats dels Estats Units d'Amèrica. Hi trobarem la imatge de la biblioteca, el seu nom traduït, les coordenades de localització, el nom i bandera de l'estat, la ciutat on es localitza la seu principal, i la web de la biblioteca i/o l'arxiu sempre que estigui disponible.

## Biblioteques, arxius i agències bibliotecàries estatals dels Estats Units d'Amèrica
| Imatge | Nom de biblioteca | Coordenades                                                     | Estats dels Estats Units | Ciutat          | Fonts     |
| ------ | --- | --------------------------------------------------------------- | ------------------------ | --------------- | --------- |
|        | Biblioteca Pública d'Alabama (Albama Public Library Service)-                                                                                              | Loc: 32° 21′ 53″ N, 86° 12′ 07″ O / 32.364698°N,86.201951°O     | Alabama                  | Montgomery      | Bib; Arch |
|        | Biblioteca Estatal d'Alaska (Alaska State Library)[en] | Loc: 58° 18′ 04″ N, 134° 24′ 41″ O / 58.3011°N,134.4115°O       | Alaska                   | Juneau          | Bib; Arch |
|        | Biblioteca Estatal d'Arizona (Arizona State Library)[en]                                                                                                   | Loc: 33° 26′ 49″ N, 112° 06′ 11″ O / 33.446815°N,112.1031281°O  | Arizona                  | Phoenix         | Bib       |
|        | Biblioteca Estatal d'Arkansas (Arkansas State Library)[en]                                                                                                 | Loc: 34° 44′ 44″ N, 92° 16′ 47″ O / 34.745522°N,92.279722°O     | Arkansas                 | Little Rock     | Bib; Arch |
|        | Biblioteca Estatal de California (California State Library)[en]                                                                                            | Loc: 38° 34′ 35″ N, 121° 29′ 46″ O / 38.576294°N,121.496066°O   | California               | Sacramento      | Bib; Arch |
|        | Biblioteca Estatal de Colorado (Colorado State Library)[en]                                                                                                | Loc: 39° 44′ 25″ N, 104° 59′ 11″ O / 39.7403119°N,104.9865192°O | Colorado                 | Denver          | Bib; Arch |
|        | Biblioteca Estatal de Connecticut (Connecticut State Library)[en]                                                                                          | Loc: 41° 45′ 46″ N, 72° 40′ 59″ O / 41.7629°N,72.683°O          | Connecticut              | Hartford        | Bib; Arch |
|        | Divisió de Biblioteques de Delaware (Delaware Division of Libraries)                                                                                       | Loc: 39° 09′ 30″ N, 75° 31′ 21″ O / 39.158374°N,75.5224887°O    | Delaware                 | Dover           | Bib; Arch |
|        | Biblioteca Estatal de Florida (Florida State Library)[en]                                                                                                  | Loc: 30° 26′ 18″ N, 84° 17′ 06″ O / 30.43834°N,84.284956°O      | Florida                  | Tallahassee     | Bib       |
|        | Servei de la Biblioteca Pública de Georgia (Georgia Public Library Services)                                                                               | Loc: 33° 52′ 36″ N, 84° 16′ 28″ E / 33.876736°N,84.2744279°E    | Georgia                  | Atlanta         | Bib; Arch |
|        | Biblioteca Estatal de Hawaii (Hawaii State Library)[en] | Loc: 21° 18′ 21″ N, 157° 51′ 27″ O / 21.30591°N,157.85746°O     | Hawaii                   | Honolulu        | Bib; Arch |
|        | Comissió de Biblioteques d'Idaho (Idaho Commission for Libraries)[en]                                                                                      | Loc: 43° 36′ 55″ N, 116° 11′ 52″ O / 43.615374°N,116.1977411°O  | Idaho                    | Boise           | Bib; Arch |
|        | Biblioteca Estatal d'Illinois (Illinois State Library) | Loc: 39° 47′ 56″ N, 89° 39′ 18″ O / 39.7989924°N,89.6549062°O   | Illinois                 | Springfield     | Bib; Arch |
|        | Biblioteca Estatal i Oficina Històrica d'Indiana (Indiana State Library and Historical Bureau)[en]                                                         | Loc: 39° 46′ 11″ N, 86° 09′ 50″ O / 39.769597°N,86.163794°O     | Indiana                  | Indianapolis    | Bib; Arch |
|        | Biblioteca Estatal d'Iowa (State Library of Iowa)[en] | Loc: 41° 35′ 34″ N, 93° 36′ 10″ O / 41.5928°N,93.6027°O         | Iowa                     | Des Moines      | Bib; Arch |
|        | Biblioteca Estatal de Kansas (State Library of Kansas)[en]                                                                                                 | Loc: 39° 02′ 53″ N, 95° 40′ 41″ O / 39.048056°N,95.678056°O     | Kansas                   | Topeka, Emporia | Bib; Arch |
|        | Departament de Biblioteques i Arxius de Kentucky (Kentucky Department for Libraries and Archives)[en]                                                      | Loc: 38° 10′ 30″ N, 84° 51′ 58″ O / 38.1751193°N,84.8660671°O   | Kentucky                 | Frankfort       | Bib       |
|        | Biblioteca Estatal de Louisiana (State Library of Louisiana)[en]                                                                                           | Loc: 30° 27′ 14″ N, 91° 11′ 17″ O / 30.4539°N,91.188°O          | Louisiana                | Baton Rouge     | Bib; Arch |
|        | Biblioteca Estatal de Maine (Maine State Library)[en] | Loc: 44° 18′ 22″ N, 69° 46′ 58″ O / 44.306°N,69.7828°O          | Maine                    | Augusta         | Bib; Arch |
|        | Biblioteca Estatal de Maryland (Maryland State Library) | Loc: 39° 17′ 43″ N, 76° 37′ 27″ O / 39.2953697°N,76.6242915°O   | Maryland                 | Baltimore       | Bib; Arch |
|        | Biblioteca Estatal de Maryland (State Library of Massachusetts)[en]                                                                                        | Loc: 42° 21′ 29″ N, 71° 03′ 49″ O / 42.35807°N,71.06365°O       | Massachusetts            | Boston          | Bib; Arch |
|        | Biblioteca Estatal de Michigan (Library of Michigan)[en]                                                                                                   | Loc: 42° 43′ 56″ N, 84° 33′ 49″ O / 42.73221°N,84.56364°O       | Michigan                 | Lansing         | Bib; Arch |
|        | Biblioteca Estatal de Dret de Minnesota (Minnesota State Law Library)[en]                                                                                  | Loc: 44° 57′ 17″ N, 93° 06′ 00″ O / 44.954722°N,93.1°O          | Minnesota                | Saint Paul      | Arc       |
|        | Comissió de la Biblioteca de Mississippi (Mississippi Library Commission)                                                                                  | Loc: 32° 20′ 22″ N, 90° 08′ 58″ O / 32.3395821°N,90.149428°O    | Mississippi              | Jackson         | Bib; Arch |
|        | Biblioteca Estatal de Missouri (Missouri State Library) | Loc: 38° 35′ 01″ N, 92° 10′ 49″ E / 38.5837336°N,92.1802738°E   | Missouri                 | Jefferson City  | Bib; Arch |
|        | Biblioteca Estatal de Montana (Montana State Library) | Loc: 46° 35′ 11″ N, 112° 00′ 58″ O / 46.586484°N,112.0160513°O  | Montana                  | Helena          | Bib; Arch |
|        | Comissió de les Biblioteques de Nebraska (Nebraska Library Commission)[en]                                                                                 | Loc: 40° 48′ 46″ N, 96° 42′ 20″ O / 40.8126501°N,96.705566°O    | Nebraska                 | Lincoln         | Bib; Arch |
|        | Biblioteca i Arxiu Estatal de Nevada (Nevada State Library and Archives)                                                                                   | Loc: 39° 09′ 51″ N, 119° 46′ 01″ O / 39.1640705°N,119.7669598°O | Nevada                   | Carson City     | Bib       |
|        | Biblioteca Estatal de New Hampshire (New Hampshire State Library)[en]                                                                                      | Loc: 43° 12′ 26″ N, 71° 32′ 19″ O / 43.207222°N,71.538611°O     | New Hampshire            | Concord         | Bib; Arch |
|        | Biblioteca Estatal de New Jersey (New Jersey State Library)[en]                                                                                            | Loc: 40° 13′ 16″ N, 74° 46′ 20″ O / 40.221°N,74.7723°O          | New Jersey               | Trenton         | Bib; Arch |
|        | Biblioteca Estatal de New Mexico (New Mexico State Library)[en]                                                                                            | Loc: 35° 39′ 26″ N, 105° 59′ 01″ O / 35.6571°N,105.9837°O       | New Mexico               | Santa Fe        | Bib; Arch |
|        | Biblioteca Estatal de New York (New York State Library)[en]                                                                                                | Loc: 42° 38′ 54″ N, 73° 45′ 42″ O / 42.648333°N,73.761667°O     | New York                 | Nova York       | Bib; Arch |
|        | Biblioteca Estatal de Carolina del Nord (State Library of North Carolina)[en]                                                                              | Loc: 35° 46′ 58″ N, 78° 38′ 14″ O / 35.7828°N,78.6371°O         | North Carolina           | Raleigh         | Bib; Arch |
|        | Biblioteca Estatal de Dakota del Nord (North Dakota State Library)[en]                                                                                     | Loc: 46° 49′ 09″ N, 100° 46′ 53″ O / 46.819167°N,100.781389°O   | North Dakota             | Bismark         | Bib; Arch |
|        | Biblioteca Estatal de Ohio (State Library of Ohio)[en] | Loc: 39° 58′ 52″ N, 82° 59′ 47″ O / 39.98113°N,82.996332°O      | Ohio                     | Columbus        | Bib; Arch |
|        | Departament de Biblioteques d'Oklahoma (Oklahoma Department of Libraries)[en]                                                                              | Loc: 35° 29′ 15″ N, 97° 30′ 37″ O / 35.4876272°N,97.5102463°O   | Oklahoma                 | Oklahoma City   | Bib; Arch |
|        | Biblioteca Estatal d'Oregon (Oregon State Library)[en] | Loc: 44° 56′ 24″ N, 123° 01′ 51″ O / 44.939863°N,123.030868°O   | Oregon                   | Salem           | Bib; Arch |
|        | Biblioteca Estatal de Pennsylvania (State Library of Pennsylvania)[en]                                                                                     | Loc: 40° 15′ 52″ N, 76° 52′ 51″ O / 40.2645°N,76.88077°O        | Pennsylvania             | Harrisburg      | Bib; Arch |
|        | Oficina de la Biblioteca i Serveis d'Informació de Rhode Island (Rhode Island Office of Library and Information Services)[en]                              | Loc: 41° 49′ 59″ N, 71° 24′ 54″ O / 41.833°N,71.415°O           | Rhode Island             | Providence      | Bib; Arch |
|        | Biblioteca Estatal de Carolina del Sud (South Carolina State Library)[en]                                                                                  | Loc: 44° 22′ 19″ N, 81° 01′ 47″ O / 44.37182°N,81.0297046°O     | South Carolina           | Columbia        | Bib; Arch |
|        | Biblioteca Estatal de Dakota del Sud (South Dakota State Library)[en]                                                                                      | Loc: 34° 00′ 04″ N, 100° 20′ 26″ O / 34.0011231°N,100.34069°O   | South Dakota             | Pierre          | Bib; Arch |
|        | Biblioteca i Arxius Estatals de Tennessee (Tennessee State Library and Archives)[en]                                                                       | Loc: 36° 09′ 56″ N, 86° 47′ 07″ O / 36.165556°N,86.785278°O     | Tennessee                | Nashville       | Bib       |
|        | Comissió de Biblioteca i Arxiu Estatal de Texas (Texas State Library and Archives Commission)[en]                                                          | Loc: 30° 16′ 26″ N, 97° 44′ 26″ O / 30.2739262°N,97.7406229°O   | Texas                    | Austin          | Bib       |
|        | Biblioteca Estatal de Utah (Utah State Library)[en] | Loc: 40° 46′ 35″ N, 111° 56′ 51″ O / 40.7764°N,111.94749°O      | Utah                     | Salt Lake City  | Bib; Arch |
|        | Departament de Biblioteques de Vermont (Vermont Department of Libraries)[en]                                                                               | Loc: 44° 11′ 46″ N, 72° 30′ 02″ O / 44.1960445°N,72.5006552°O   | Vermont                  | Barre           | Bib; Arch |
|        | Biblioteca Estatal de Virginia (Library of Virginia)[en]                                                                                                   | Loc: 37° 32′ 29″ N, 77° 26′ 02″ O / 37.541389°N,77.433889°O     | Virginia                 | Richmond        | Bib       |
|        | Biblioteca Estatal de Washington (Washington State Library)[en]                                                                                            | Loc: 46° 59′ 10″ N, 122° 54′ 24″ O / 46.986111°N,122.906667°O   | Washington               | Tumwater        | Bib; Arch |
|        | Comissió de la Biblioteca de Virginia de l'Oest (West Virginia Library Commission)[en]                                                                     | Loc: 38° 20′ 16″ N, 81° 36′ 58″ O / 38.3377129°N,81.6161429°O   | West Virginia            | Charleston      | Bib; Arch |
|        | Divisió de Biblioteques i Tecnologia de Wisconsin (Wisconsin Department of Public Instruction: Division for Libraries, Technology, and Community Learning) | Loc: 43° 04′ 30″ N, 89° 22′ 55″ O / 43.0750916°N,89.3818528°O   | Wisconsin                | Madison         | Bib; Arch |
|        | Biblioteca Estatal de Wyoming (Wyoming State Library)[en]                                                                                                  | Loc: 41° 08′ 39″ N, 104° 49′ 19″ O / 41.1442°N,104.8219°O       | Wyoming                  | Cheyenne        | Bib; Arch |